# Elephantomyia (Elephantomyodes) brachyrhyncha
Elephantomyia (Elephantomyodes) brachyrhyncha is een tweevleugelige uit de familie steltmuggen (Limoniidae). De soort komt voor in het Australaziatisch gebied.